# 郭佳鎮
郭佳鎮，字重明，號少輿，直隸廣平府邯郸县人，明朝政治人物。同进士出身。

## 生平
萬曆十九年辛卯科順天鄉試第九十九名舉人，二十六年（1598年）戊戌科進士，授知确山县，調寿光县，锄强扶弱，恩威兼濟。萬曆三十六年擢户部主事，司榷河西務，蠲額外羡金數千两。三十八年升户部郎中，督儲遼饷，較准平衡，洞革夙弊，額數毫無所歉。萬曆四十年（1612年）升山東開原道佥事，調武定道，催督漕運，嚴飭海防。時福王之國，河驿騷擾，佳鎮不避斧鉞，一切冗費盡裁，官民稱便。後請告歸。

## 家族
父郭宗賢，字楨甫，舉人，历知文水縣、延津縣，擢監察御史，遷臨鞏兵備副使，改雲南水利道，晉太僕寺少卿致仕。